# French Open-mesterskabet i damedouble 2023
French Open-mesterskabet i damedouble 2023 var den 106. turnering om French Open-mesterskabet i damedouble. Turneringen var en del af French Open 2023 og blev spillet i Stade Roland Garros i Paris, Frankrig i perioden 31. maj - 11. juni 2023.
Mesterskabet blev vundet af det useedede par Hsieh Su-Wei og Wang Xinyu, som i finalen besejrede 10.-seedede Leylah Fernandez og Taylor Townsend med 1-6, 7-6(5), 6-1, og som dermed vandt deres første titel i deres blot anden turnering som makkere efter undervejs at have slået fem seedede par ud. 37-årige Hsieh Su-Wei, der tidligere på sæsonen havde gjort comeback efter 18 måneders skadespause fra professionel tennis, vandt sin anden French Open-titel i damedouble, idet hun tidligere havde vundet titlen i 2014 sammen med Peng Shuai, og det var hendes femte grand slam-titel i damedouble i karrieren, opnået i hendes 60. grand slam-turnering i damedouble. Det var til gengæld blot tredje gang, at Wang Xinyu deltog i en grand slam-turnering i damedouble, og det var hendes debut ved French Open, og triumfen var hendes første grand slam-titel. Hsieh vandt sin 31. damedoubletitel på WTA-niveau, mens Wang vandt sin tredje WTA-titel i damedouble.
Leylah Fernandez var i sin første grand slam-finale i damedouble, mens Taylor Townsend tidligere havde været i US Open-finalen i 2023 med Caty McNally som makker.
Caroline Garcia og Kristina Mladenovic var forsvarende mestre, men Garcia stillede kun op singlerækken. I stedet dannede Mladenovic par med Zhang Shuai, og den fransk-kinesiske duo tabte i anden runde til de senere mestre, Hsieh Su-Wei og Wang Xinyu.
Siden Ruslands invasion af Ukraine i begyndelsen af 2022 havde tennissportens styrende organer, WTA, ATP, ITF og de fire grand slam-turneringer, tilladt, at spillere fra Rusland og Hviderusland fortsat kunne deltage i grand slam-turneringer samt turneringer på ATP Tour og WTA Tour, men de kunne ikke stille op under landenes navne eller flag, og spillerne fra de to lande deltog derfor i turneringen under neutralt flag.

## Pengepræmier og ranglistepoint
Den samlede præmiesum til spillerne i damedouble androg € 2.821.000 (ekskl. per diem), hvilket var en stigning på 4 % i forhold til året før.
| Resultat (antal par)   | Pengepræmier | Pengepræmier | Ændring ift. 2022 | WTA-point |
| Resultat (antal par)   | Pr. par      | Total        | Ændring ift. 2022 | WTA-point |
| ---------------------- | ------------ | ------------ | ----------------- | --------- |
| Vindere (1)            | € 590.000    | € 590.000    | +1,7 %            | 2.000     |
| Finalister (1)         | € 295.000    | € 295.000    | +1,7 %            | 1.300     |
| Semifinalister (2)     | € 148.000    | € 296.000    | +1,4 %            | 780       |
| Kvartfinalister (4)    | € 80.000     | € 320.000    | +0,6 %            | 430       |
| Tabere i 3. runde (8)  | € 43.000     | € 344.000    | +2,4 %            | 240       |
| Tabere i 2. runde (16) | € 27.000     | € 432.000    | +8,0 %            | 130       |
| Tabere i 1. runde (32) | € 17.000     | € 544.000    | +9,7 %            | 0         |
| Samlet præmiesum       | -            | € 2.821.000  | +4,0 %            | -         |

## Turnering

### Deltagere
Turneringen har deltagelse af 64 par, der er fordelt på:
- 57 direkte kvalificerede par i form af deres ranglisteplacering.
- 7 par, der har modtaget et wildcard.

#### Seedede par
De 16 bedst placerede af parrene på WTA's verdensrangliste blev seedet:
| Seedning | Rangering | Rangering | Spillere                                | Resultat        |
| Seedning | Sum       | Ind.      | Spillere                                | Resultat        |
| -------- | --------- | --------- | --------------------------------------- | --------------- |
| 1        | 5         | 4 1       | Barbora Krejčíková Kateřina Siniaková   | Første runde    |
| 2        | 5         | 3 2       | Coco Gauff Jessica Pegula               | Semifinalister  |
| 3        | 11        | 5 6       | Storm Hunter Elise Mertens              | Tredje runde    |
| 4        | 18        | 8 10      | Ljudmyla Kitjenok Jeļena Ostapenko      | Anden runde     |
| 5        | 25        | 11 16     | Desirae Krawczyk Demi Schuurs           | Tredje runde    |
| 6        | 29        | 14 15     | Nicole Melichar-Martinez Ellen Perez    | Semifinalister  |
| 7        | 40        | 19 20     | Shuko Aoyama Ena Shibahara              | Anden runde     |
| 8        | 41        | 18 23     | Gabriela Dabrowski Luisa Stefani        | Tredje runde    |
| 9        | 42        | 13 29     | Kristina Mladenovic Zhang Shuai         | Anden runde     |
| 10       | 43        | 36 7      | Leylah Fernandez Taylor Townsend        | Finalister      |
| 11       | 46        | 26 20     | Xu Yifan Yang Zhaoxuan                  | Tredje runde    |
| 12       | 53        | 35 17     | Asia Muhammad Giuliana Olmos            | Tredje runde    |
| 13       | 61        | 28 33     | Marta Kostjuk Elena-Gabriela Ruse       | Tredje runde    |
| 14       | 62        | 25 37     | Chan Hao-Ching Latisha Chan             | Kvartfinalister |
| 15       | 63        | 9 54      | Veronika Kudermetova Ljudmila Samsonova | Kvartfinalister |
| 16       | 63        | 31 32     | Miyu Kato Aldila Sutjiadi               | Tredje runde    |

#### Wildcards
Syv par modtog et wildcard til turneringen.
| Par                                | Resultat     |
| ---------------------------------- | ------------ |
| Alizé Cornet Diane Parry           | Tredje runde |
| Elixane Lechemia Jessika Ponchet   | Første runde |
| Clara Burel Chloé Paquet           | Første runde |
| Elsa Jacquemot Léolia Jeanjean     | Første runde |
| Tessah Andianjafitrimo Fiona Ferro | Første runde |
| Estelle Cascino Carole Monnet      | Første runde |
| Alice Robbe Alice Tubello          | Første runde |

### Resultater

#### Kvartfinaler, semifinaler og finale
| Marie Bouzková      |
| Sara Sorribes Tormo |

| Nicole Melichar-Martinez |
| Ellen Perez              |

| Nicole Melichar-Martinez |
| Ellen Perez              |

| Veronika Kudermetova |
| Ljudmila Samsonova   |

| Hsieh Su-Wei |
| Wang Xinyu   |

| Hsieh Su-Wei |
| Wang Xinyu   |

| Hsieh Su-Wei |
| Wang Xinyu   |

| Leylah Fernandez |
| Taylor Townsend  |

| Leylah Fernandez |
| Taylor Townsend  |

| Chan Hao-Ching |
| Latisha Chan   |

| Leylah Fernandez |
| Taylor Townsend  |

| Anna Bondár  |
| Greet Minnen |

| Coco Gauff     |
| Jessica Pegula |

| Coco Gauff     |
| Jessica Pegula |

#### Første, anden og tredje runde
| Barbora Krejčiková |
| Kateřina Siniaková |

| Ulrikke Eikeri |
| Eri Hozumi     |

| Ulrikke Eikeri |
| Eri Hozumi     |

| Sophie Chang   |
| Angela Kulikov |

| Marie Bouzková      |
| Sara Sorribes Tormo |

| Marie Bouzková      |
| Sara Sorribes Tormo |

| Marie Bouzková      |
| Sara Sorribes Tormo |

| Irina Khromatjeva |
| Linda Nosková     |

| Miyu Kato       |
| Aldila Sutjiadi |

| Aleksandra Panova |
| Jana Sizikova     |

| Irina Khromatjeva |
| Linda Nosková     |

| Caroline Dolehide |
| Jule Niemeier     |

| Miyu Kato       |
| Aldila Sutjiadi |

| Miyu Kato       |
| Aldila Sutjiadi |

| Xu Yifan      |
| Yang Zhaoxuan |

| Rebecca Marino |
| Zhu Lin        |

| Xu Yifan      |
| Yang Zhaoxuan |

| Ysaline Bonaventure |
| Panna Udvardy       |

| Ysaline Bonaventure |
| Panna Udvardy       |

| Alice Robbe   |
| Alice Tubello |

| Xu Yifan      |
| Yang Zhaoxuan |

| Alycia Parks   |
| Peyton Stearns |

| Nicole Melichar-Martinez |
| Ellen Perez              |

| Anastasia Dețiuc |
| Andrea Gámiz     |

| Alycia Parks   |
| Peyton Stearns |

| Clara Burel  |
| Chloé Paquet |

| Nicole Melichar-Martinez |
| Ellen Perez              |

| Nicole Melichar-Martinez |
| Ellen Perez              |

| Storm Hunter  |
| Elise Mertens |

| Danielle Collins |
| Emma Navarro     |

| Storm Hunter  |
| Elise Mertens |

| Irina-Camelia Begu |
| Anhelina Kalinina  |

| Ingrid Gamarra Marins |
| Iryna Sjymanovitj     |

| Ingrid Gamarra Marins |
| Iryna Sjymanovitj     |

| Storm Hunter  |
| Elise Mertens |

| Miriam Kolodziejová |
| Markéta Vondroušová |

| Veronika Kudermetova |
| Ljudmila Samsonova   |

| Estelle Cascarino |
| Carole Monnet     |

| Miriam Kolodziejová |
| Markéta Vondroušová |

| Lidzija Marozava |
| Rebeka Masarova  |

| Veronika Kudermetova |
| Ljudmila Samsonova   |

| Veronika Kudermetova |
| Ljudmila Samsonova   |

| Kristina Mladenovic |
| Zhang Shuai         |

| Natela Dzalamidze |
| Viktorija Tomova  |

| Kristina Mladenovic |
| Zhang Shuai         |

| Julija Putintseva |
| Kamilla Rakhimova |

| Hsieh Su-Wei |
| Wang Xinyu   |

| Hsieh Su-Wei |
| Wang Xinyu   |

| Hsieh Su-Wei |
| Wang Xinyu   |

| Jasmine Paolini  |
| Martina Trevisan |

| Desirae Krawczyk |
| Demi Schuurs     |

| Alicia Barnett  |
| Olivia Nicholls |

| Jasmine Paolini  |
| Martina Trevisan |

| Cristina Bucșa  |
| Alicja Rosolska |

| Desirae Krawczyk |
| Demi Schuurs     |

| Desirae Krawczyk |
| Demi Schuurs     |

| Gabriela Dabrowski |
| Luisa Stefani      |

| Elisabetta Cocciaretto |
| Tatjana Maria          |

| Gabriela Dabrowski |
| Luisa Stefani      |

| Alexa Guarachi |
| Erin Routliffe |

| Dalma Gálfi     |
| Katarzyna Piter |

| Dalma Gálfi     |
| Katarzyna Piter |

| Gabriela Dabrowski |
| Luisa Stefani      |

| Ingrid Neel   |
| Wu Fang-Hsien |

| Leylah Fernandez |
| Taylor Townsend  |

| Anna-Lena Friedsam |
| Nadiia Kitjenok    |

| Ingrid Neel   |
| Wu Fang-Hsien |

| Sara Errani           |
| Bethanie Mattek-Sands |

| Leylah Fernandez |
| Taylor Townsend  |

| Leylah Fernandez |
| Taylor Townsend  |

| Chan Hao-Ching |
| Latisha Chan   |

| Aliona Bolsova      |
| Oksana Kalasjnikova |

| Chan Hao-Ching |
| Latisha Chan   |

| Monica Niculescu |
| Makoto Ninomiya  |

| Tímea Babos   |
| Anna Danilina |

| Tímea Babos   |
| Anna Danilina |

| Chan Hao-Ching |
| Latisha Chan   |

| Alizé Cornet |
| Diane Parry  |

| Alizé Cornet |
| Diane Parry  |

| Elixane Lechemia |
| Jessika Ponchet  |

| Alizé Cornet |
| Diane Parry  |

| Elsa Jacquemot  |
| Léolia Jeanjean |

| Ljudmyla Kitjenok |
| Jeļena Ostapenko  |

| Ljudmyla Kitjenok |
| Jeļena Ostapenko  |

| Shuko Aoyama  |
| Ena Shibahara |

| Jekaterina Aleksandrova |
| Anastasija Potapova     |

| Shuko Aoyama  |
| Ena Shibahara |

| Anna Bondár  |
| Greet Minnen |

| Anna Bondár  |
| Greet Minnen |

| Mayar Sherif    |
| Tamara Zidanšek |

| Anna Bondár  |
| Greet Minnen |

| Tessah Andrianjafitrimo |
| Fiona Ferro             |

| Asia Muhammad  |
| Giuliana Olmos |

| Maryna Zanevska      |
| Kimberley Zimmermann |

| Maryna Zanevska      |
| Kimberley Zimmermann |

| Ana Bogdan    |
| Bernarda Pera |

| Asia Muhammad  |
| Giuliana Olmos |

| Asia Muhammad  |
| Giuliana Olmos |

| Marta Kostjuk       |
| Elena-Gabriela Ruse |

| Anna Blinkova    |
| Varvara Gratjeva |

| Marta Kostjuk       |
| Elena-Gabriela Ruse |

| Kirsten Flipkens |
| Shelby Rogers    |

| Kirsten Flipkens |
| Shelby Rogers    |

| Nuria Párrizas Díaz |
| Sabrina Santamaria  |

| Marta Kostjuk       |
| Elena-Gabriela Ruse |

| Viktorija Azarenka  |
| Beatriz Haddad Maia |

| Coco Gauff     |
| Jessica Pegula |

| Kaia Kanepi       |
| Tereza Mihalíková |

| Viktorija Azarenka  |
| Beatriz Haddad Maia |

| Laura Siegemund |
| Vera Zvonarjova |

| Coco Gauff     |
| Jessica Pegula |

| Coco Gauff     |
| Jessica Pegula |